# Antonio Bernabé
Antonio Bernabé García (1963) es un funcionario y político español del Partido Socialista Obrero Español. 

## Biografía
Nació el 7 de mayo de 1963 en Valencia. Licenciado en Derecho por la Universidad de Valencia, Diplomado en Gerencia de Administraciones Locales por ESADE y Master en Administración Pública por el Instituto Universitario Ortega y Gasset, orientó su carrera profesional hacia la administración pública, y de manera muy especial al ámbito del turismo.
El Consejo de Ministros del 23 de abril de 2004 del Gobierno de España presidido por José Luis Rodríguez Zapatero le nombra Delegado del Gobierno en la Comunidad Valenciana en sustitución de Juan Cotino.
En 2008 es nombrado director general del Instituto de Turismo de España (Turespaña).

## Cargos desempeñados
- Director general del Instituto Turístico Valenciano (1993-1995).
- Presidente ejecutivo de la Fundación Cavanilles de Altos Estudios Turísticos (1993-1995).
- Director de la Escuela Oficial de Turismo en Madrid, ente público dependiente del Ministerio de Comercio y Turismo (1995-1996).
- Concejal en el Ayuntamiento de Valencia (2003-2004).
- Delegado del Gobierno en la Comunidad Valenciana (2004-2008).
- Director general del Instituto de Turismo de España Turespaña, perteneciente al Ministerio de Industria, Turismo y Comercio (2008-2012).
- Director de la Fundación Turismo Valencia (2015 - Actualidad).[4]